# Sprint (desenvolvimento de software)
Uma sprint é uma reunião de pessoas envolvidas num projeto para promover um desenvolvimento mais focalizado do projeto. O termo está fortemente relacionado ao framework de desenvolvimento ágil Scrum. Sprints normalmente têm duração de uma a quatro semanas. Atualmente o time-box que mede a duração máxima de uma sprint foi alterado para um mês. Sprints têm se tornado eventos populares em alguns projetos open-source. Por exemplo, o projeto PyPy costuma ser desenvolvido durante sprints realizadas regularmente, onde a maior parte dos desenvolvedores internacionais se junta.
Sprints são organizadas em torno de ideias disciplinares da Programação extrema do desenvolvimento de software. Um coach dirige a sprint, sugerindo atividades, monitorando seus progressos e certificando-se de que ninguém fique com problemas. A maior parte do desenvolvimento ocorre via programação pareada. Um imenso espaço aberto costuma ser a opção escolhida como local para uma comunicação eficiente.
Sprints podem variar no foco. Durante algumas sprints, pessoas novas ao projeto são acolhidas e recebem uma intensa apresentação pareando com um membro veterano do projeto. A primeira parte de sprints do tipo é geralmente gasta nos preparativos apresentando tutoriais, deixando a rede configurada e certificando-se de que a configuração/software de controle-fonte e seus processos estejam instalados e funcionais.
Um benefício relevante em fazer sprints é que os membros do projeto se conhecem pessoalmente, se socializam e passam a se comunicar mais frequentemente do que quando trabalhando juntos remotamente.

## No open source
A prática de utilizar sprints para o desenvolvimento de softwares de código aberto foi introduzida pela Zope Corporation nos primeiros dias do projeto Zope 3. Entre janeiro de 2002 e janeiro de 2006, mais de 30 sprints de Zope 3 foram realizadas.